# 梅泰汗·巴沙尔
梅泰汗·巴沙尔（土耳其語：Metehan Başar，1991年2月19日—），土耳其男子摔跤运动员。他曾代表土耳其参加2015年和2019年欧洲运动会摔跤比赛，其中2015年欧洲运动会获得一枚铜牌。